# Ervand Abrahamian
Ervand Vahan Abrahamian (en persa: یرواند آبراهامیان; en armenio: Երուանդ Աբրահամեան; Teherán, 1940) es un historiador iraní-estadounidense. Está especializado en la historia de Oriente Próximo. Es Profesor Distinguido de Historia en Baruch College y el Centro de Graduados de la Universidad de la Ciudad de Nueva York y es ampliamente considerado como uno de los principales historiadores del Irán moderno.

## Primeros años
Nació en 1940 en Teherán, de padres armenios.  Asistió a tres grados en la Escuela Mehr en Teherán y luego fue enviado a Rugby School (1954-59), un prestigioso internado en Inglaterra. Recibió su BA de la Universidad de Oxford en 1963. Estudió principalmente historia europea con Keith Thomas.
Luego se mudó a la ciudad de Nueva York,  donde estudió en la Universidad de Columbia y recibió su primera maestría en 1966. Recibió una segunda maestría de Oxford en 1968. Abrahamian obtuvo un doctorado de Columbia en 1969. Su tesis se tituló "Bases sociales de la política iraní: el partido Tudeh, 1941-53". Abrahamian ha declarado que su "comprensión de Irán [fue] ... más moldeada [por] la crisis del petróleo de 1951-53 que culminó en el golpe".
Abrahamian era un activista y miembro de la Confederación de Estudiantes Iraníes - Unión Nacional (CISNU) que se opuso al gobierno de Shah Mohammad Reza Pahlavi en las décadas de 1960 y 1970. A partir de 1976, fue uno de los vicepresidentes del Comité por la Libertad Artística e Intelectual en Irán (CAIFI), un "frente menor" del Partido Socialista de los Trabajadores (SWP).
Abrahamian es un ciudadano estadounidense naturalizado. Sus amigos lo conocen como "Jed".
En 1967, Abrahamian se comprometió con Helen Mary Harbison, la hija del difunto historiador E. Harris Harbison. A partir de 2019, está casado con Mary Nolan, profesora emérita de historia en la Universidad de Nueva York (NYU). Tiene dos hijos, Emma y Rafi.

## Carrera
Abrahamian ha enseñado anteriormente en la Universidad de Princeton, la Universidad de Nueva York y la Universidad de Oxford. Sin embargo, ha pasado la mayor parte de su carrera en la Universidad de la Ciudad de Nueva York (CUNY). Actualmente es Profesor Distinguido de Historia en Baruch College y el Centro de estudios de posgrado de CUNY. Sus intereses de investigación incluyen la historia y la política de Oriente Medio, principalmente de Irán.   
Comenta regularmente sobre la política y la economía de Irán, las relaciones exteriores de Irán, incluidas las relaciones entre Irán y Estados Unidos. Abrahamian es considerado una autoridad en los movimientos de oposición iraníes, incluido la Organización de los Muyahidines del Pueblo de Irán (MEK).
Ha aparecido como invitado en BBC Persian, Charlie Rose, Worldfocus, Amanpour & Company, Democracy Now!, Lou Dobbs Tonight, y otras series y canales.

## Puntos de vista
En un prefacio a su libro de 1989, Abrahamian se describe a sí mismo como "un escéptico por formación intelectual; un socialista democrático por preferencia política; y, en lo que respecta a las convicciones religiosas, agnóstico la mayoría de los días; otros días, ateo". En 1983 le dijo a The New York Times que tiene un "punto de vista marxista independiente". Christoph Marcinkowski escribió que las publicaciones de Abrahamian "presentan más o menos la perspectiva política de izquierda de su autor, especialmente en términos de análisis sociopolítico y socioeconómico". Ha sido influenciado por los historiadores marxistas Christopher Hill, Eric Hobsbawm, E. P. Thompson y otros. Ha llamado a Thompson una "figura destacada por varias razones, no solo para los historiadores de Irán, sino también para los historiadores marxistas de todo el mundo". Generalmente simpatiza con el Partido Tudeh. Werner ha descrito a Abrahamian como un "vívido cronista de la historia de la izquierda iraní, desafiando cualquier intento de ver el Irán del siglo XX exclusivamente a través de una lente islámica".
En 2007, Abrahamian calificó de "absurda" la teoría de que el gobierno de Estados Unidos estaba detrás de los ataques del 11 de septiembre. Lo comparó con las afirmaciones de que Irán apoya a los insurgentes sunitas antiestadounidenses en Irak, y calificó a este último como "simplemente imposible". Abrahamian opinó que si Estados Unidos realiza ataques aéreos contra Irán y desencadena una guerra, duraría entre 30 y 100 años.
En 1986 objetó que el obituario de Loy W. Henderson en The New York Times no mencionaba su papel en el golpe de Estado iraní de 1953, que describió como "probablemente su contribución más importante". Escribió al Times: "Pocos embajadores han cambiado tan decisivamente el curso de la historia de un país. Es más, sentó un precedente en el Departamento de Estado al permitir que agentes secretos usaran el complejo de la embajada para llevar a cabo el golpe. Su descuido habría divertido a George Orwell; ciertamente no lo habría sorprendido".
En 2006 describió a Irán como una "tercera potencia mundial". En 2017, señaló que el "cambio gradual pero constante hacia la derecha en los últimos años erosiona naturalmente este estado de bienestar y, por lo tanto, socava la base social del régimen". Ha descrito a los Muyahidines del Pueblo de Irán (MEK) como un "culto místico".
Abrahamian ha dicho que "los héroes deben evitarse". Ha descrito a Donald Trump como "en el fondo un estafador que suelta palabrería para vender un producto en particular". Llamó a la presidencia de Trump una "pesadilla".

## Publicaciones
Abrahamian es autor o coautor de los siguientes libros:
- Abrahamian, Ervand (1982). Iran Between Two Revolutions. Limited Paperback Editions, Princeton Studies on the Near East. Princeton University Press. ISBN 9780691101347.
- Abrahamian, Ervand (1989). Radical Islam: The Iranian Mojahedin. I.B. Tauris. ISBN 9781850430773.
- Abrahamian, Ervand (1989). The Iranian Revolution. Yale University Press.
- Abrahamian, Ervand (1993). Khomeinism: Essays on the Islamic Republic. University of California Press. ISBN 9780520085039.
- Abrahamian, Ervand (1999). Tortured Confessions: Prisons and Public Recantations in Modern Iran. University of California Press. ISBN 9780520922907.
- Cumings, Bruce; Abrahamian, Ervand; Ma'Oz, Moshe (2004). Inventing the Axis of Evil: The Truth about North Korea, Iran, and Syria. New York, NY: The New Press. ISBN 9781595580382.
- Barsamian, David; Chomsky, Noam; Abrahamian, Ervand; Mozaffari, Nahid (2007). Targeting Iran. Open Media Series, Politics, Culture and Society Series. San Francisco, CA: City Lights Books. ISBN 9780872864580.
- Abrahamian, Ervand (2008). A History of Modern Iran. Cambridge University Press. ISBN 978-0521821391.
- Abrahamian, Ervand (2013). The Coup: 1953, the CIA, and the Roots of Modern U.S.-Iranian Relations. New York, NY: The New Press. ISBN 9781595588265.

### Iran Between Two Revolutions
El libro más conocido  y más citado de Abrahamian es Iran Between Two Revolutions (1982), publicado por Princeton University Press. Es un relato de la historia de Irán desde la Revolución Constitucional de 1905–06 hasta la Revolución Islámica de 1978–79.
Las revisiones iniciales fueron en gran medida positivas. Las críticas incluyeron un enfoque desproporcionado en el movimiento comunista y el Partido Tudeh, y la confianza en los archivos británicos. Sepehr Zabih escribió que está limitado por el sesgo ideológico del enfoque neomarxista de E. P. Thompson. M. E. Yapp escribió: "con todas sus imperfecciones, el libro de Abrahamian es el libro más interesante y emocionante sobre la historia reciente de Irán que ha aparecido en muchos años". Zabih fue más reservado: "este trabajo es una adición significativa a la literatura sobre algunos aspectos del movimiento comunista iraní. El autor está bien versado en los períodos seleccionados de la historia iraní reciente. Nadie con un interés sostenido en la política iraní, especialmente los de izquierda, podría darse el lujo de ignorar este volumen". Gene R. Garthwaite escribió que el libro hizo tres contribuciones significativas: "su análisis de clase nos obligará a todos, marxistas y no marxistas por igual, a reexaminar nuestras ideas sobre la historia de Irán en el siglo XX y proporcionará la base para la discusión de algún tiempo por venir, da el mejor relato del desarrollo del partido Tudeh y sus bases sociales, intelectuales y políticas, y presenta el relato más detallado del período Pahlavi (ca. 1921-1978) y su historia política". Mazzaoui lo describió como "el mejor y más equilibrado relato de los desarrollos sociales y políticos en la historia persa contemporánea".

### Radical Islam: The Iranian Mojahedin
En Radical Islam: The Iranian Mojahedin (1989), Abrahamian investigó los orígenes y la historia de los Muyahidines del Pueblo de Irán (MEK). Concluye que el MEK se ha convertido en una "secta religioso-política" y un culto a la personalidad, "en su forma más extrema", se ha formado en torno a su líder, Masud Rajavi. Fue bien recibido por los revisores. Eric Hooglund lo llamó un "libro muy importante" que proporciona un "análisis detallado, objetivo y erudito" del MEK. También argumentó que su contribución más importante es la exposición de la ideología del partido. Mazzaoui escribió: "Hay muy poco que criticar en esta obra de investigación actual magistralmente escrita. El Dr. Abrahamian escribe con simpatía y, a veces, dramáticamente, pero siempre como un erudito consumado".

### Khomeinism
El libro de Abrahamian de 1993 sobre el primer líder supremo de Irán, Ruhollah Khomeini y su ideología, se titula Khomeinism. El libro constaba de cinco ensayos. Argumentó que el jomeinismo (khomeinism) "se entiende mejor como un movimiento populista, no como un resurgimiento religioso". Describió el movimiento de Khomeini como una forma de populismo del tercer mundo. Fred Halliday lo calificó como un "excelente estudio de la ideología política en general y de la evolución ideológica del fundador de la República Islámica en particular". Baktiari tuvo una crítica mixta. Señaló que está bien escrito, pero "lejos de estar bien documentado". Sin embargo, lo calificó como un "libro estimulante que merece un amplio número de lectores". Fakhreddin Azimi lo describió como un "libro lúcido y provocativo".

### Tortured Confessions
El libro de Abrahamian de 1999 Tortured Confessions: Prisons and Public Recantations in Modern Iran cubre las represiones políticas contra los movimientos de oposición tanto antes como después de la Revolución Islámica, terminando con las ejecuciones masivas de 1988. Revisa las tácticas de interrogatorio y las instalaciones penitenciarias utilizadas en el Irán del siglo XX. Fue bien recibido por la crítica. Mahdi lo elogió como un libro significativo y oportuno.

### A History of Modern Iran
A History of Modern Iran, publicado en 2008, fue ampliamente elogiado. El libro narra la construcción estatal del Irán moderno. John Limbert lo llamó un "estudio académico, legible y atractivo del último siglo de la historia iraní". Philip S. Khoury llegó a describirlo como "la historia más inteligente y perspicaz del Irán moderno disponible en inglés".

### The Coup
El libro de Abrahamian de 2013 The Coup: 1953, the CIA, and the Roots of Modern US-Iranian Relations recibió críticas mixtas a favorables. David S. Painter opinó que "a pesar de algunos problemas, The Coup es un correctivo valioso para el trabajo anterior y una contribución importante a la historia iraní". Mark Gasiorowski fue más crítico. Argumentó que el libro no proporciona "nuevas revelaciones o ideas importantes y es engañoso de varias maneras".

## Reconocimiento
Es ampliamente reconocido como un destacado historiador del Irán moderno, y, por algunos, como el "historiador preeminente del Irán moderno". También ha sido descrito como "uno de los historiadores iraníes más destacados de su generación". Mansour Farhang señaló que sus libros son "una fuente indispensable de información, conocimiento y análisis para académicos y lectores en general". En 1995, Fred Halliday opinó en Iranian Studies que Ervand Abrahamian "ya se ha establecido como uno de los mejores escritores sobre el Irán del siglo XX". Eric Hooglund escribió en 2000 que los libros de Abrahamian "han establecido su reputación como el principal estudioso de la historia social de Irán del siglo XX". Reza Afshari escribió en 2002 que desde la publicación del seminal Iran Between Two Revolutions (1982), Abrahamian se ha "convertido en uno de los historiadores más influyentes del Irán moderno".
Fue elegido miembro de la Academia Estadounidense de las Artes y las Ciencias en 2010. Es miembro de la Asociación de Estudios de Medio Oriente de América del Norte y de la Asociación Histórica Estadounidense.